# 組み合わされた風景
組み合わされた風景 (くみあわされたふうけい、仏: Paysages entrelacés)は、日本の作曲家、坂田直樹が2016年に作曲した管弦楽曲である。

## 初演
作品は2017年5月28日に「2017年度武満徹作曲賞本選演奏会」の一環として、カーチュン・ウォンの指揮、東京フィルハーモニー交響楽団によって初演された。

## 編成

### 木管楽器
フルート3、オーボエ3、クラリネット3、ファゴット3、サクスフォン

### 金管楽器
ホルン4、トランペット3、トロンボーン3

### パーカッション
ティンパニ (クロタル4、シンバル2、磬子2も担当)

#### 第1群パーカッション
アンティーク・シンバル17、バスドラム、ボンゴ、コンガ2、ヒダのついたチューブ、シンバル3、フレクサトーン、ゴング、ギロ、ウィンドチャイム (金属製)、パンギシェイカー、シェイカー、スレイベル2、スプリング・ドラム、タンバリン、タムタム、トライアングル、チューブラベル、ヴィブラフォン、ウッドブロック

#### 第2群パーカッション
ヒダのついたチューブ、カウベル2、シンバル3、フレクサトーン、グロッケンシュピール、ライオンズローア、木鉦、スネアドラム、スプリング・ドラム、サンダー・シート、チューブラベル、ヴィブラフォン、ヴィブラスラップ、ウィンドチャイム2 (それぞれ竹製、ガラス製)、ウッドブロック9

#### 第3群パーカッション
アンティーク・シンバル、カウベル、カシシ3、ヒダのついたチューブ、パンギシェイカー、マリンバ、木鉦、シェイカー3、スネアドラム、スプリング・コイル、タムタム、トムトム6、トライアングル、ウォーターフォン

### 鍵盤楽器
ピアノ(自転車用のタイヤに用いるインナーチューブ、ハンマー、スコッチテープ、 パーカッション用のナイロン製ロッド、ピック、プラスチック製のカードも使用)、チェレスタ

### 弦楽器
ハープ2(トライアングルの棒とプラスチック製のカードを使用)、弦楽合奏

### その他
アルミホイル、気泡緩衝材、ビニール袋

## 楽曲構成
作品は6部からなり、それぞれで楽器のノイズや、音楽として認識されてこなかった音などを大規模な打楽器パートや、プラスチック製品、ガラス製品など、特殊な器具によって奏でられるサウンドなどの音響効果などを通じて取り上げている。演奏時間は約20分。

## 評価
作品は2017年度武満徹作曲賞、第66回尾高賞、第28回芥川作曲賞を受賞した。1つの作品が3つの賞を同時に受賞するのは、各賞の歴史上、初のことである。
武満徹作曲賞で選考を担当したハインツ・ホリガーは「何よりも彼が素晴らしいと思ったのはその音響的な部分でのコントロール、音響すべてを完全なコントロール下に置いていたということ、そしてそのオーケストレーションもたいへん見事で、欠点を探すのが非常に難しいと私が思ったほどです。」と評価した。